# Donja Bukovica, Srbija
Donja Bukovica (izvirno srbsko Доња Буковица) je naselje v Srbiji, ki upravno spada pod Mesto Valjevo; slednja pa je del Kolubarskega upravnega okraja.
- Donja Bukovica - panorama
- Donja Bukovica - panorama
- Donja Bukovica - panorama
- Donja Bukovica - panorama
- Donja Bukovica - panorama
- Donja Bukovica - Caric
- Donja Bukovica - Caric

## Demografija
V naselju živi 459 polnoletnih prebivalcev, pri čemer je njihova povprečna starost 45,5 let (43,8 pri moških in 47,2 pri ženskah). Naselje ima 171 gospodinjstev, pri čemer je povprečno število članov na gospodinjstvo 3,25.
To naselje je, glede na rezultate popisa iz leta 2002, večinoma srbsko, a v času zadnjih treh popisov je opazno zmanjšanje števila prebivalcev.
|  |

| Demografija | Demografija     | Demografija     |
| Leto        | Št. prebivalcev | Št. prebivalcev |
| ----------- | --------------- | --------------- |
|             |                 |                 |
|             |                 |                 |
|             |                 |                 |
|             |                 |                 |
| 1948        | 987             |                 |
| 1953        | 977             |                 |
| 1961        | 924             |                 |
| 1971        | 837             |                 |
| 1981        | 727             |                 |
| 1991        | 658             | 658             |
| 2002        | 556             | 556             |
|             |                 |                 |

| Etnična sestava po popisu iz leta 2002 | Etnična sestava po popisu iz leta 2002 | Etnična sestava po popisu iz leta 2002 | Etnična sestava po popisu iz leta 2002 | Etnična sestava po popisu iz leta 2002 |
| -------------------------------------- | -------------------------------------- | -------------------------------------- | -------------------------------------- | -------------------------------------- |
| Srbi                                   | Srbi                                   |                                        | 546                                    | 98,20%                                 |
| Črnogorci                              | Črnogorci                              |                                        | 1                                      | 0,17%                                  |
| Makedonci                              | Makedonci                              |                                        | 1                                      | 0,17%                                  |
| Neznano                                | Neznano                                |                                        | 6                                      | 1,07%                                  |